# Фраксионамијенто Педрегал де Сан Хуан (Сан Франсиско дел Ринкон)
Фраксионамијенто Педрегал де Сан Хуан (шп. Fraccionamiento Pedregal de San Juan) насеље је у Мексику у савезној држави Гванахуато у општини Сан Франсиско дел Ринкон. Насеље се налази на надморској висини од 1817 м.

## Становништво
Према подацима из 2010. године у насељу је живело 7 становника.

### Хронологија
| Година       | 2000         | 2005         | 2010 |
| ------------ | ------------ | ------------ | ---- |
| Становништво | 55 (26 / 29) | 70 (36 / 34) | 7    |

### Попис
| # | Индикатор                     | Вредност |
| - | ----------------------------- | -------- |
| 1 | Укупно домаћинстава           | 75       |
| 2 | Укупно насељених домаћинстава | 1        |
| 3 | Величина локације             | 1        |